# Château de Glenarm
 (avril 2016).
Le château de Glenarm est un château du XVIIe siècle situé à Glenarm, dans le comté d'Antrim en Irlande du Nord. Construit en 1636 par Randal MacDonnell, 1er marquis d'Antrim, il est devenu la résidence principale du clan des MacDonnell d'Antrim, comtes d'Antrim qui l'habitent toujours. Ceux-ci ont progressivement délaissé leur précédente résidence principale, le château de Dunluce à partir de la fin du XVIIe siècle.
Les jardins du château sont ouverts au public de mai à septembre et de nombreux événements culturels et festivals s'y déroulent chaque année.

## Source
- (en) Cet article est partiellement ou en totalité issu de l’article de Wikipédia en anglais intitulé « Glenarm Castle » (voir la liste des auteurs).